# From Hell (film)
Pour les articles homonymes, voir From Hell.
Pour plus de détails, voir Fiche technique et Distribution.
From Hell ou Sorti de l'enfer au Québec est un thriller américano-britanniquo-tchèque réalisé par Albert et Allen Hughes et sorti en 2001. C'est l'adaptation du roman graphique du même nom d'Alan Moore et d'Eddie Campbell, publié en 10 volumes de 1991 à 1996.
L'intrigue du film retrace les meurtres de Jack l'Éventreur, sinistre conspiration pour étouffer un scandale impliquant la monarchie britannique. L'origine de cette théorie remonte à 1976 avec le livre Jack the Ripper : The Final Solution du journaliste Stephen Knight.
Johnny Depp incarne ici l'inspecteur Frederick Abberline. Cet enquêteur particulier, qui a des "visions" en fumant de l'opium et buvant de l'absinthe, est chargé d'élucider une série de meurtres de prostituées du quartier de Whitechapel.

## Synopsis
Londres, 1888. Le prince Albert Victor, Duc de Clarence et petit-fils de Sa Majesté la reine Victoria, entretient une relation avec une roturière du district de Whitechapel, Ann Crook. Leur relation débouche sur un mariage catholique et un enfant légitime, mais indésirable pour le pouvoir en place. Le pouvoir en place réprimande sévèrement le prince et place Ann dans un asile pour la lobotomiser. Un petit groupe de prostituées - Polly Nichols, Annie Chapman, Liz Stride, Catherine Eddowes et Mary Kelly - sont témoins de cette situation et deviennent dangereuses et donc à éliminer. Plus tard, elles sont traquées et massacrées par un tueur connu sous le nom de "Jack l'Éventreur".
L'inspecteur Frederick Abberline, un policier toxicomane guidé par ses pouvoirs psychiques, enquête sur l'affaire avec le sergent Godley. Ils comprennent que les crimes procèdent d’une mise en scène élaborée et supposent de solides connaissances en chirurgie. Aidé par la belle Mary Kelly, dont il tombe amoureux, Abberline traque un médecin initié au secret des franc-maçons, aidé par un cocher pour transporter les corps. Il s'agit du Dr William Gull, le chirurgien de la reine Victoria, dont la mission de réduire au silence les prostituées va bien au-delà de la simple protection de la Couronne. Devenu trop dangereux, lors d'un tribunal franc-maçon, il est finalement jugé par ses confrères qui le déclarent fou et décident de le lobotomiser.

## Fiche technique
- Titre original et français : From Hell
- Titre québécois : Sorti de l'enfer
- Réalisation : Albert et Allen Hughes
- Scénario : Terry Hayes et Rafael Yglesias, d'après le roman graphique écrit par Alan Moore et dessiné par Eddie Campbell
- Musique : Trevor Jones
- Décors : Martin Childs
- Costumes : Kym Barrett
- Photographie : Peter Deming
- Montage : George Bowers et Dan Lebental
- Production : Don Murphy et Jane Hamsher
- Société de production : Underworld Pictures, avec la participation des Studios Barrandov
- Distribution : 20th Century Fox (États-Unis), UGC Fox Distribution (France)
- Budget : 35 millions de dollars[1]
- Pays de production :  Tchéquie
- Langue originale : anglais
- Format : couleur - son Dolby numérique - 2,35:1 - 35 mm
- Genres : horreur, policier, thriller
- Durée : 117 minutes
- Dates de sortie :
  - États-Unis : 19 octobre 2001
  - France : 30 janvier 2002
- Classification : 
  - États-Unis : Rated R (Les mineurs (17 ans et moins) doivent être accompagnés d'un adulte)
  - France : interdit aux moins de 12 ans lors de sa sortie en salles

## Distribution
- Johnny Depp (VF : Bruno Choël) : l'inspecteur Fred Abberline
- Heather Graham (VF : Sylvie Jacob) : Mary Kelly
- Ian Holm (VF : Bernard Dhéran) : Sir William Gull
- Robbie Coltrane (VF : Sylvain Lemarie) : le sergent Peter Godley
- Ian Richardson (VF : Pierre Dourlens) : Sir Charles Warren
- Jason Flemyng : Netley, le cocher
- Sophia Myles : Victoria Abberline
- Annabelle Apsion : Mary Ann "Polly" Nicholls
- Katrin Cartlidge : Annie "Dark Annie" Chapman
- Susan Lynch : Liz Stride
- Lesley Sharp : Kate Eddowes
- Estelle Skornik : Ada
- Joanna Page (VF : Caroline Victoria) : Ann Crook
- Paul Rhys : Dr Ferral
- David Schofield : McQueen
- Terence Harvey (VF : Philippe Catoire) : Benjamin "Ben" Kidney
- Ralph Ineson : Gordie
- Dominic Cooper : un policier
- Samantha Spiro : Martha Tabram
- Mark Dexter : Albert Sickert / Prince Edward Albert Victor
- Anthony Parker : John Merrick
- Ian McNeice : le coroner Robert Drudge
- Peter Eyre : Lord Hallsham

## Production

### Genèse et développement
From Hell est l'adaptation du roman graphique d'Alan Moore et d'Eddie Campbell, publié en 10 volumes de 1991 à 1996 avant de paraître en un seul volume relié de plus de 500 pages dont 40 pages de notes, de sources et de références.
Passionnés depuis l'enfance sur le sujet Albert et Allen Hughes avaient écrit le scénario depuis de six ans avant que le projet se concrétise et avait dès lors rencontré Johnny Depp, lui aussi très intéressé par Jack l'Éventreur.

### Attribution des rôles
Daniel Day-Lewis était le premier choix pour incarner l'inspecteur Abberline. Sean Connery, Jude Law et Brad Pitt étaient également sollicités. Johnny Depp avait initialement refusé le rôle qu'il jugeait trop proche de celui de Sleepy Hollow (1999).
Pour le rôle de William Gull, le premier choix était Nigel Hawthorne. L'acteur quitte finalement le projet peu de temps avant le tournage en raison d'un cancer et sera remplacé par Ian Holm. Nigel Hawthorne meurt en décembre 2001.
Johnny Depp et Heather Graham ont travaillé, quelques semaines avant le début du tournage, avec Gerry Grenell pour travailler leur accent. L'acteur a voulu acquérir un accent cockney et la seconde un accent irlandais.

### Tournage
Le tournage débute le 5 juin 2000. Il se déroule principalement en Tchéquie, à Prague et dans les studios Barrandov où est récréé le district de Whitechapel. La production a fait l'acquisition de pavés d'époque font reconstituer au mieux l'ambiance de l'époque.
Quelques plans extérieurs sont réellement tournés au Royaume-Uni : Crackington Haven, Boscastle dans les Cornouailles et dans la propriété Goldings estate (en) dans le Hertfordshire.

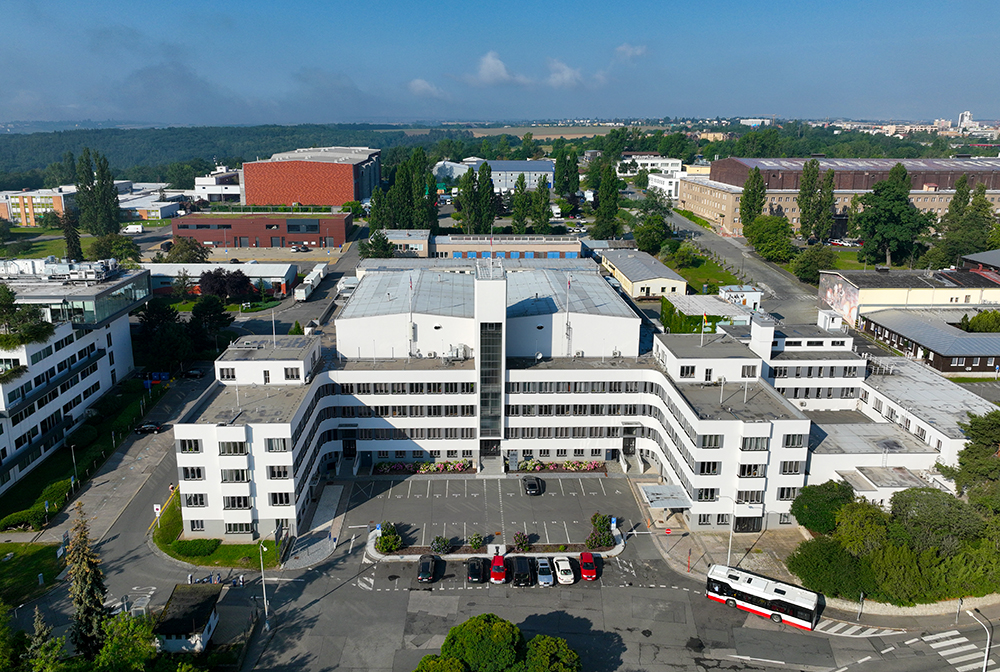
les studios Barrandov
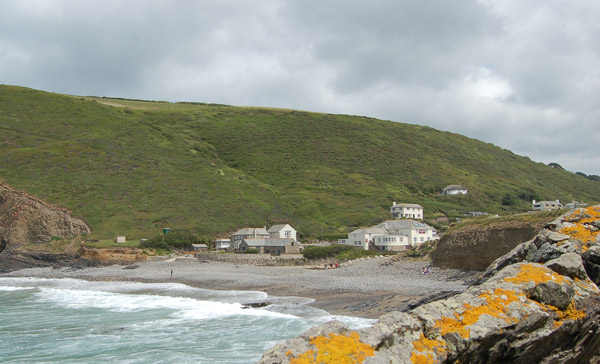
Crackington Haven
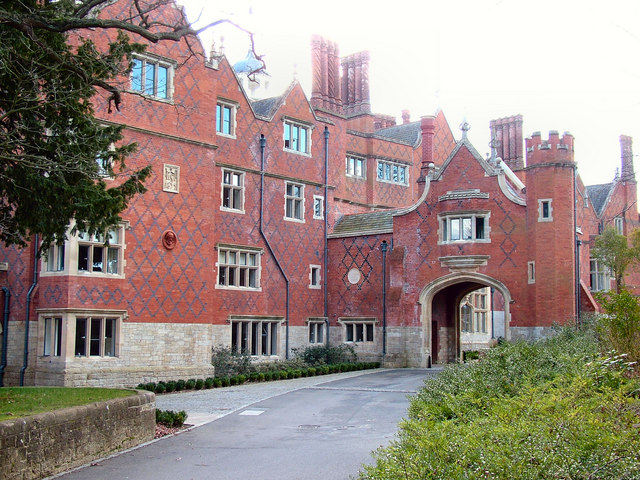
Goldings estate

## Sortie et accueil

### Critique
Il a reçu un accueil critique mitigé, recueillant 57 % de critiques positives, avec une note moyenne de 5,7/10 et sur la base de 150 critiques collectées, sur le site agrégateur de critiques Rotten Tomatoes. Sur Metacritic, il obtient un score de 54/100 sur la base de 32 critiques collectées.

### Box-office
Le film a connu un succès commercial modéré, rapportant environ 74 558 000 $ au box-office mondial, dont 31 602 000 $ en Amérique du Nord, pour un budget de 35 000 000 $. En France, il a réalisé 824 189 entrées.

## Distinctions
Il a été nommé pour le prix Bram Stoker du meilleur scénario, le Satellite Award des meilleurs costumes ainsi que dans 3 catégories lors des Saturn Awards 2002 : meilleur film d'horreur, meilleur acteur (Johnny Depp) et meilleurs costumes.

## Commentaires

### Différences entre le roman graphique et le film
Le film ne reprend que très vaguement l'intrigue du roman graphique, qui était une critique sévère de l'ère victorienne et ses inégalités sociales.
Dans le roman graphique, le médecin de la reine William Gull est habité par des visions mystiques qu'il expose à son cocher, John Nettley, tout en dévoilant l'architecture secrète de Londres comme l'Aiguille de Cléopâtre. Gull interprète l'histoire humaine dans son ensemble comme une lutte incessante mené par les hommes pour dépouiller les femmes du pouvoir. Les meurtres de prostituées selon le rituel des Franc-maçons sont pour lui destinés à raffermir le pouvoir de l'homme sur la femme. Gull est notamment hanté par Jahbulon, le dieu secret des franc-maçons. Lors de sa mort, Gull a une ultime vision dans laquelle son âme quitte son corps et part inspirer des tueurs en série du XXe siècle comme Peter Sutcliffe ou Ian Brady. Le livre analyse en profondeur le personnage de Gull et ses motivations, symbolisé par une mouette (gull en anglais). Or, dans le film, l'implication mystique du Dr Gull est très largement diminuée, l’identité du tueur n'étant dévoilée que vers la fin.
L'inspecteur Frederick Abberline, joué par Johnny Depp, ne ressemble ni au personnage du livre ni au véritable enquêteur. Dans le roman graphique, c'est le médium Robert James Lees, un spiritualiste et médium, ami d'Abberline, qui est hanté par des visions de l'assassin.
Le rôle du Prince Albert Victor de Clarence est très diminué dans le film, et son ami le peintre Walter Sickert est totalement absent. C'est pourtant depuis ces deux personnages que part toute l'affaire. C'est par le biais de Sickert que le Prince, en balade dans l'East End, rencontre Annie Crook, vendeuse dans une boutique. Plus tard, Sickert apprend le mariage catholique entre les deux amants et la naissance d'une enfant, héritier illégitime du trône. Cet enfant est confié à Mary Jane Kelly.

### Franc-maçonnerie
Dans From Hell, le meurtrier est un franc-maçon dont les meurtres sont jugés par ses frères à l'abri de tout système juridique. Il est ensuite lobotomisé et la fin du film laisse à penser que des membres de la franc-maçonnerie ont jugé et puni seuls le frère criminel et immoral et dont ils portent de par leur influence une part de responsabilité. Il ressort selon une analyse de la représentation maçonnique de ce passage que les sociétés secrètes en général et la franc-maçonnerie en particulier se livrent à des manipulations politiques et dans ce cas policière.